# Frère animal
Frère animal est un roman musical d'Arnaud Cathrine et Florent Marchet sorti aux éditions Verticales.

## Accueil critique
Le livret de ce livre/album a été écrit à quatre mains par Arnaud Cathrine et Florent Marchet. Les compositions et les arrangements sont signés Florent Marchet.
Satire cinglante du monde de l'entreprise, ce livre musical raconte la vie des salariés de la SINOC (Société industrielle nautique d'objets culbutos), une société fictive fabriquant des objets destinés au monde de la plaisance. Les thèmes favoris de Florent Marchet, tels l'emprise d'un environnement aliénant, l'amertume et les faux-semblants, se retrouvent dans un domaine difficile à mettre en musique, l'entreprise, mais le disque « éblouit par sa force et sa justesse ».

## Pistes
| No  | Titre                      | Durée |
| --- | -------------------------- | ----- |
| 1.  | Ouverture                  |       |
| 2.  | Vous êtes bien chez SINOC  |       |
| 3.  | Voici la mère              |       |
| 4.  | Journée portes ouvertes 1  |       |
| 5.  | La Chanson du DRH          |       |
| 6.  | Journée portes ouvertes 2  |       |
| 7.  | Reconnaissance de dettes   |       |
| 8.  | La Traduction              |       |
| 9.  | Entre les mailles du filet |       |
| 10. | L'Article                  |       |
| 11. | Fiche de recrutement       |       |
| 12. | Le Vieil Enfant            |       |
| 13. | La Lettre de Renaud        |       |
| 14. | Le Martinet                |       |
| 15. | Mon beau casier            |       |
| 16. | Journée portes ouvertes 3  |       |
| 17. | Désolée                    |       |
| 18. | Place nette                |       |
| 19. | Le Désert                  |       |